# 青森県道25号東北横浜線
青森県道25号東北横浜線（あおもりけんどう25ごう とうほくよこはません）は、青森県上北郡東北町から横浜町に至る県道（主要地方道）である。

## 概要
東北町字水喰で国道394号から分岐北上し、途中青森県道5号野辺地六ケ所線と交差後に鷹架沼の西側で青森県道180号尾駮有戸停車場線と接続し、六ヶ所村尾駮字二又で青森県道24号横浜六ケ所線に合流して西へ進む。
以降は終点の国道279号交点まで青森県道24号横浜六ケ所線との重複区間である。

### 路線データ
- 起点 : 上北郡東北町[1]（国道394号交点）
- 終点 : 上北郡横浜町[1]（国道279号交点）

## 歴史
- 1976年（昭和51年）2月24日 - 青森県が県道に認定する[1]。
- 1993年（平成5年）5月11日 - 建設省により県道東北横浜線が主要地方道東北横浜線に指定される[2]。

## 路線状況

### 重複区間
- 青森県道5号野辺地六ケ所線 : 上北郡六ヶ所村倉内地内、約200メートル (m)
- 青森県道180号尾駮有戸停車場線：上北郡六ヶ所村尾駮
- 青森県道24号横浜六ケ所線 : 上北郡六ヶ所村尾駮字二又 - 上北郡横浜町豊栄平・終点

## 地理

### 通過する自治体
- 上北郡
  - 東北町 - 六ヶ所村 - 横浜町

### 交差する道路
- 国道394号（起点）
- 青森県道246号水喰野辺地線（起点付近・国道394号経由）
- 青森県道5号野辺地六ケ所線
- 青森県道180号尾駮有戸停車場線
- 青森県道24号横浜六ケ所線
- 国道279号（終点）

## 沿線の施設など
- 青森県立六ヶ所高等学校
- 鷹架沼
- 原子燃料サイクル施設
- むつ小川原国家石油備蓄基地
- JR東日本大湊線吹越駅（終点付近・県道24号重複区間）